# Język szerpa
Język szerpa (tyb. ཤར༌པའི༌སྐད༌ transliteracja Wyliego: shar-pa'i skad; wymowa: szarpä kä) – język tybeto-birmański z grupy języków bodyjskich używany przez około 150 tysięcy osób (Szerpów) w Nepalu oraz 16 tysięcy w Indiach (Sikkim, Arunaćal Pradeś). Niekiedy klasyfikowany bywa jako dialekt języka tybetańskiego. Większość użytkowników zna również język nepalski, język szerpa powoli wychodzi z użycia. 